# Мёртвое пространство (военное дело)

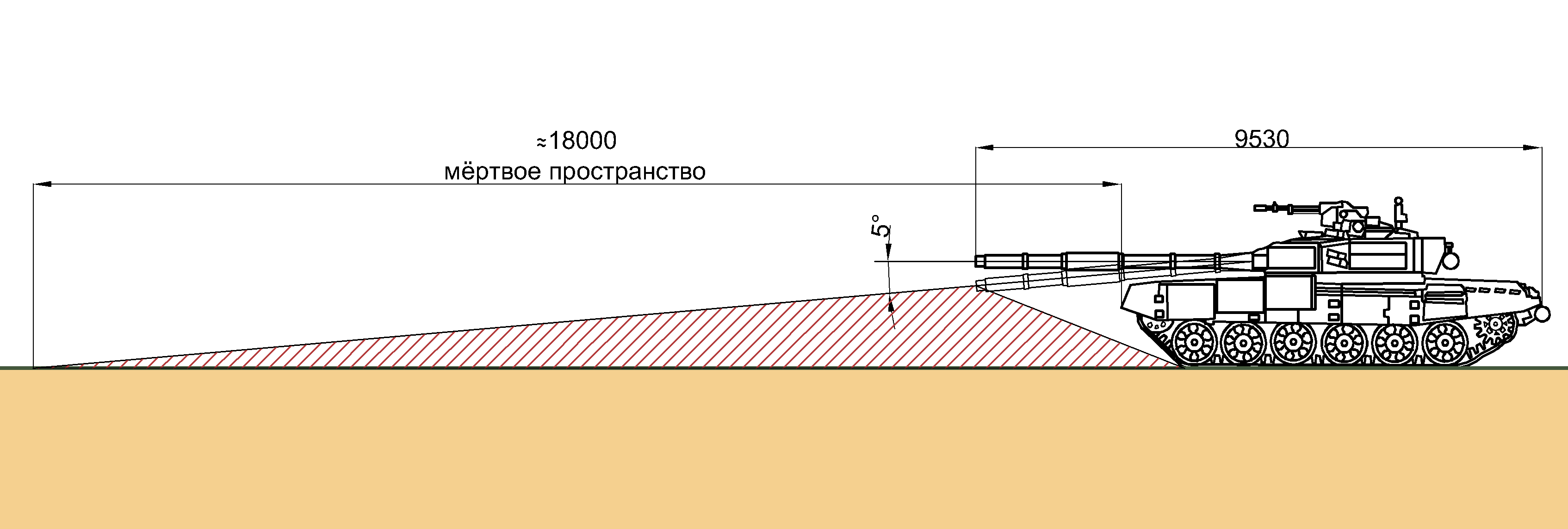
Приблизительное мёртвое пространство для танка Т-72
при максимальном угле снижении орудия 2А46 в −5° (все размеры в мм)

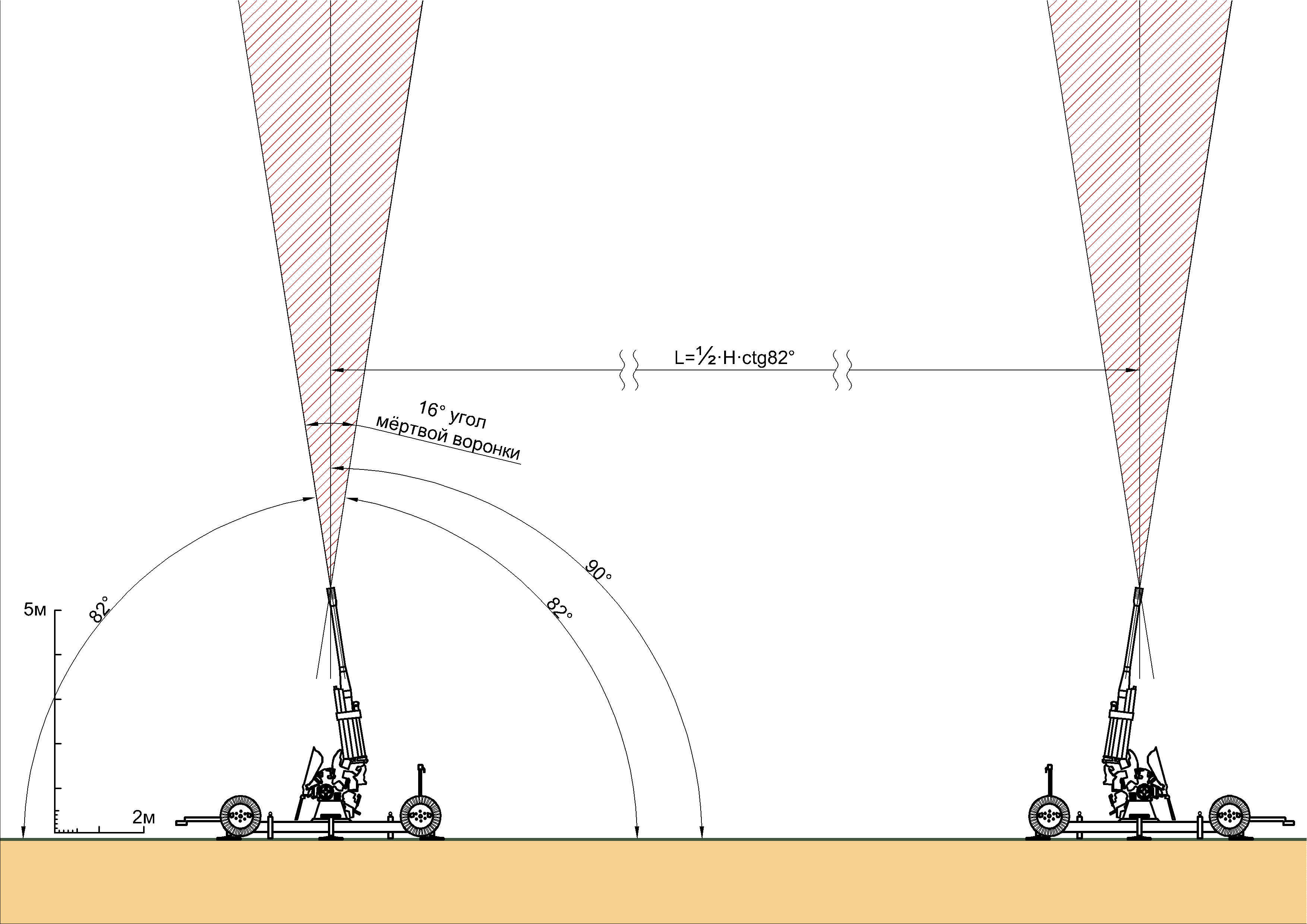
Мёртвая воронка для зенитного орудия 52-К.
Расчёт рассредоточения орудий для создания зоны сплошного поражения (мёртвые воронки не пересекаются).
L — минимально допустимая дистанция между орудиями для максимальной плотности огня.
H — ожидаемая высота пролёта воздушных целей

Мёртвое пространство (непоражаемое пространство) — пространственный участок перед огневой позицией, расположенный в пределах дальности прицельного огня (пуска), находясь на котором точечная цель оказывается вне достягаемости снаряда, пули или ракеты, которая выпущена с данной огневой позиции. 
В других источниках указано что Мёртвое пространство — пространство перед позицией или укреплением, в котором цели не поражаются фронтальным огнём, и пространство за каким-либо непроницаемым для артиллерийских снарядов или пуль естественным или искусственным закрытием, за которым цели (живая сила или материальная часть) совершенно не поражаются со стороны стреляющего.

## Описание
Конфигурация и размер мёртвого пространства зависит от различных факторов:
- размеров и формы укрытия, за которым располагается огневое средство;
- расстояния до позиции огневого средства;
- рельефа местности с учётом её фортификационного и инженерного оборудования.

Как правило, размер мёртвого пространства увеличивается с ростом высоты укрытия, уменьшением высоты цели и настильности траектории. В других источниках указано что мёртвое пространство, для стрелковых позиций, устраняется соответственным расположением окопов на местности. 
Длина мёртвого пространства в укреплениях перед наружным рвом зависит от высоты профили и толщины бруствера, и оно здесь уничтожается надлежащим падением ската бруствера и насыпкой гласиса, а также огнём соседних укреплений.
Мёртвое пространство во рвах долговременных укреплений, главным образом уничтожается, их продольной обороной.
Для некоторых конкретных видов вооружения величина мёртвого пространства является их технической характеристикой, которая определяется конструкционными особенностями системы оружия и баллистическими свойствами его боеприпасов. Например, размер мёртвого пространства у танков — до 40 метров, у ПТУР — от 75 до 600 метров, у тактических ракет величина мёртвого пространства совпадает со значением минимальной дальности пуска и составляет несколько десятков километров, а у межконтинентальных баллистических ракеты может достигать полутора тысяч километров. Для зенитной артиллерии, ведущей огонь по воздушным целям, мёртвое пространство носит название мёртвой воронки.
Информация о величине мёртвого пространства позволяет правильно выбрать позиции для имеющихся огневых средств и адекватно использовать укрытия при организации системы огня.
На начало XX столетия, чтобы парализовать мёртвое пространство, можно было:
- располагать артиллерийские части таким образом, чтобы они взаимно обстреливали друг другу мёртвые пространства;
- ставить часть артиллерии на открытые фронтальные позиции или позиции с фланговым обстрелом;
- обстреливать мёртвое пространство при наименьшем возможном прицеле и при укороченной, сравнительно с прицелом, установке дистанционной трубки[4].

А поражать мёртвое пространство можно было ружейным и пулемётным огнём.